# Eisenbahn-Bau- und Betriebsordnung

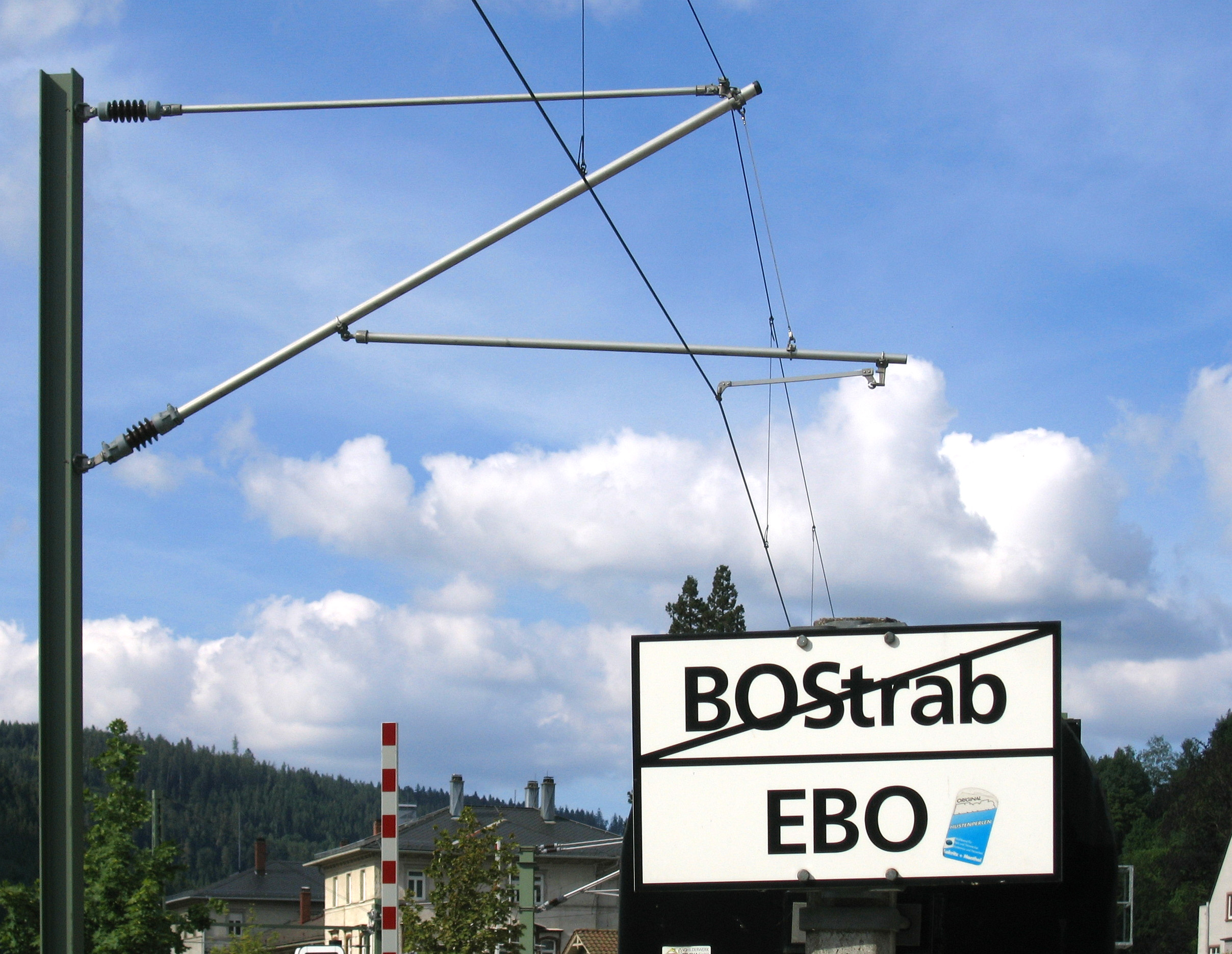
Übergang zwischen Straßenbahn- und Eisenbahnbetrieb in Bad Wildbad

Die Eisenbahn-Bau- und Betriebsordnung (EBO) ist eine Verordnung für den Bau und Betrieb regelspuriger Eisenbahnen  in Deutschland. Innerhalb der Schieneninfrastruktur fiel im Jahr 2013 eine Streckenlänge von 37 860 Kilometer unter die Betriebsordnung der EBO.
Die EBO gilt nicht für den Bau, den Betrieb oder die Benutzung der Bahnanlagen eines nichtöffentlichen Eisenbahninfrastrukturunternehmens.
Für Schmalspurbahnen gilt die Eisenbahn-Bau- und Betriebsordnung für Schmalspurbahnen (ESBO) mit vergleichbarer Aufgabenstellung. Eisenbahnsignale unterliegen der Eisenbahn-Signalordnung.

## Inhalt
Ziel der Verordnung ist im Allgemeinen zu erreichen, dass Bahnanlagen und Fahrzeuge so beschaffen sind, dass sie den Anforderungen der Sicherheit und Ordnung genügen. Diese Anforderungen gelten als erfüllt, wenn die Bahnanlagen und Fahrzeuge den Vorschriften der Verordnung und, soweit diese keine ausdrücklichen Vorschriften enthält, den anerkannten Regeln der Technik entsprechen.

### Grundsätze
Die Eisenbahn-Bau- und Betriebsordnung
- unterscheidet zwischen Haupt- und Nebenbahnen,
- definiert zahlreiche Begriffe für Bahnanlagen,
- gibt Grenzwerte und Baurichtlinien für den Oberbau an,
- regelt die Bau- und Betriebsweise zahlreicher anderer Bahneinrichtungen wie Bahnsteige, Bahnübergänge, Signale, Weichen, Streckenblockeinrichtungen, Fernmeldeanlagen etc.,
- stellt die Mindestanforderungen, die Vollbahnfahrzeuge erfüllen müssen (u. a. durchgehende, selbsttätige wirkende Bremse),
- regelt das technische Überwachungswesen für Eisenbahnfahrzeuge,
- regelt den Eisenbahnbetrieb,
- beinhaltet vereinfachte Regelungen für Gleise, auf denen ausschließlich Stadtschnellbahnen verkehren,
- legt die (z. B. gesundheitlichen) Anforderungen an das Personal im Betriebsdienst fest u. v. a. m.

Im Gegensatz zu nach der Verordnung über den Bau und Betrieb der Straßenbahnen (BOStrab) betriebenen Straßenbahnen verkehren die Züge bei nach EBO betriebene Vollbahnen in der Regel bzw. ab Geschwindigkeiten größer 40 km/h grundsätzlich nicht auf Sicht, sondern im Raumabstand (Abstand der Zugfolgestellen).

### Vorschriften für Fahrgäste
Für den Fahrgast ist die EBO insoweit von Bedeutung, als sie im Abschnitt 6 die „Sicherheit und Ordnung auf dem Gebiet der Bahnanlagen“ regelt. Dazu gehört mit § 62 EBO das „Betreten und Benutzen der Bahnanlagen und Fahrzeuge“ sowie mit § 63 EBO das „Verhalten auf dem Gebiet von Bahnanlagen“. Mit § 64b EBO „Ordnungswidrigkeiten“ werden Handlungen wie z. B. das Aus- und Einsteigen aus Fahrzeugen an der falschen Seite oder nicht dafür bestimmten Stellen zur Ordnungswidrigkeit erklärt. Das Gleiche gilt für das Öffnen von Türen während der Fahrzeugbewegung, das Verunreinigen von Bahnanlagen und Fahrzeugen usw.

### Ausnahmen
Von den EBO-Vorschriften können Ausnahmen zugelassen werden: Zur Berücksichtigung besonderer Verhältnisse kann das Bundesministerium für Verkehr (BMV) Ausnahmen von allen EBO-Vorschriften für Eisenbahnen des Bundes zulassen; für nichtbundeseigene Eisenbahnen (NE-Bahnen) kann dies die zuständige Landesbehörde. Soweit Ausnahmen in der EBO ausdrücklich vorgesehen sind, erteilt diese für Eisenbahnen des Bundes das Eisenbahn-Bundesamt (EBA) und für NE-Bahnen die jeweils zuständige Aufsichtsbehörde.

### Genehmigungen
Soweit Genehmigungen in der EBO vorgesehen sind, erteilt diese das EBA für Eisenbahnen des Bundes und die zuständige Landesbehörde für NE-Bahnen.

## Geschichte

### Hintergrund
In der Frühzeit der Eisenbahn in Deutschland erließen die Eisenbahnverwaltungen und -verbände eigene Vorschriften zur Regelung des Eisenbahnbetriebs. Angesichts der wachsenden Vielfalt an Bahnunternehmen wurden 1850 technische Vereinbarungen getroffen. Aufgrund der Reichsverfassung vom 16. April 1871 wurden einheitliche Betriebs- und Bahnpolizeireglements für die deutschen Eisenbahnen eingeführt. Am 1. Januar 1893 trat eine Betriebsordnung für die Haupteisenbahnen Deutschlands an die Stelle dieses Reglements. Zeitgleich wurden Normen für Bau, Betrieb und Ausrüstung der Bahnen Deutschlands und eine Bahnordnung für Nebenbahnen erlassen.

### BO von 1904

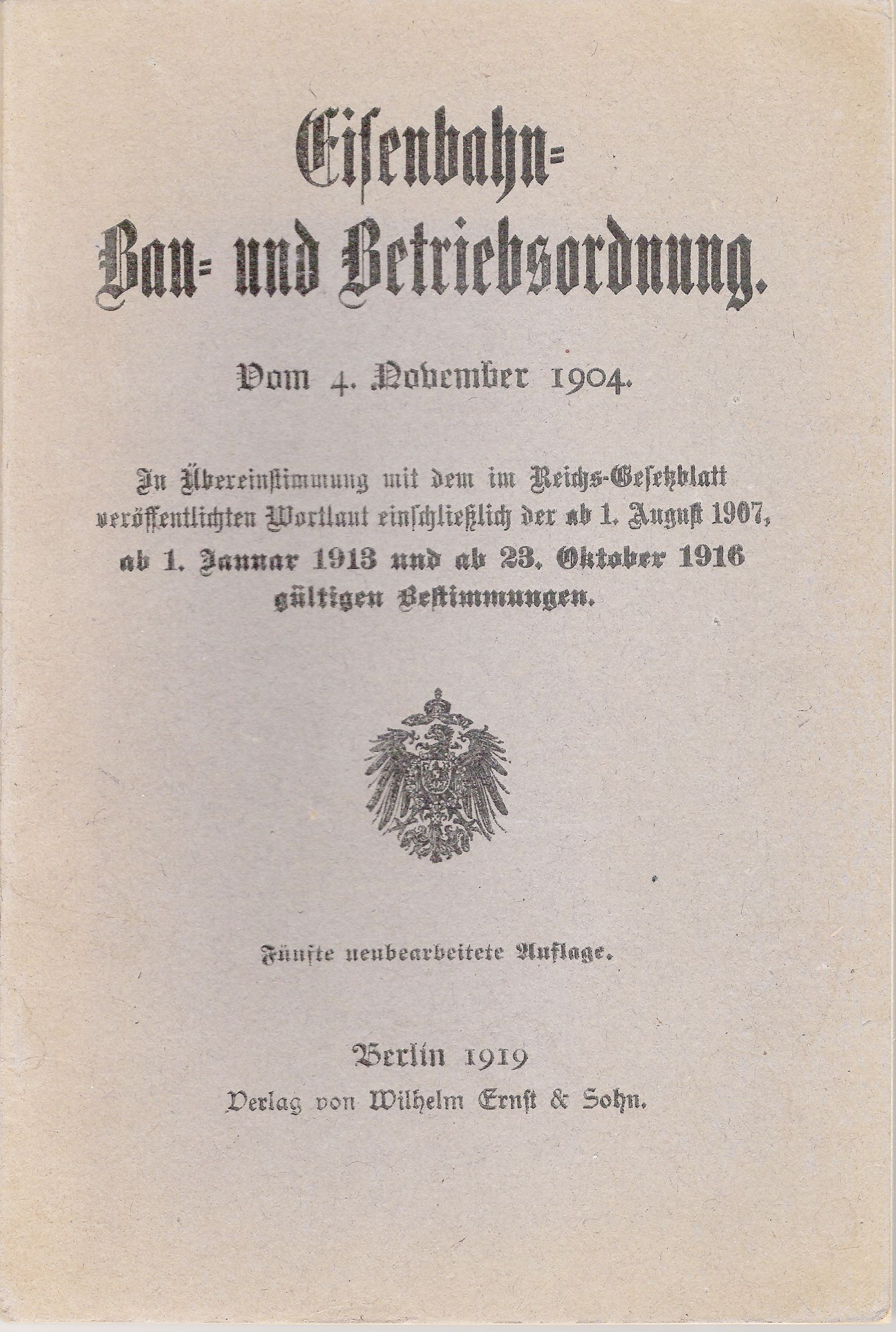
Erste Eisenbahn-Bau- und Betriebsordnung von 1904

Die erste Eisenbahn-Bau- und Betriebsordnung (BO) vom 4. November 1904 wurde am 1. Mai 1905 in Kraft gesetzt. Sie ersetzte die Normen und Ordnungen von 1892. Die heutige EBO basiert auf dieser Verordnung, die vom damaligen Reichskanzler Fürst Bernhard von Bülow nach entsprechendem Beschluss durch den damaligen Bundesrat erlassen wurde.
Die Verordnung ersetzte
- die Normen für den Bau und die Ausrüstung der Haupteisenbahnen Deutschlands vom 5. Juli 1892[3]
- die Betriebsordnung für die Haupteisenbahnen Deutschlands vom 5. Juli 1892[4]
- die Bahnordnung für die Nebeneisenbahnen Deutschlands vom 5. Juli 1892[5]

Sie umfasste vier Anlagen: Umgrenzung des lichten Raums (A), Brückenverkehrslast (B), Umgrenzung der Fahrzeuge (C) und Räder (D).

### BO von 1928
Die BO von 1904 wurde zum 1. Oktober 1928 durch eine neue BO ersetzt. In das Vorschriftenwerk der Deutschen Reichsbahn wurde die BO als DV 300 aufgenommen.
Zwischen 1928 und 1967 wurde sie insgesamt 15-mal durch Rechtsverordnungen geändert, wobei Änderungen nach 1945 (korrekt: seit der letzten Fassung von 1943) nur noch das Gebiet der damaligen Bundesrepublik betrafen, jedoch nicht West-Berlin und das Gebiet der damaligen Deutschen Demokratischen Republik. Auch für die Gebiete, die nach 1945 an Polen fielen bzw. an Österreich bzw. Frankreich zurückgegeben wurden, gelten seitdem eigene historische Entwicklungen.

### Auf dem Gebiet der damaligen Bundesrepublik Deutschland (nach 1949)

#### Reform 1957
Als bis dahin bedeutendste Reform des Regelwerks nach dem Zweiten Weltkrieg galt dabei die Fassung vom 1. September 1957. Darin wurden unter anderem substantielle Veränderungen für Prüfmaßnahmen und -standards wegen höherer Geschwindigkeiten vorgenommen. 1958 wurde die zulässige Geschwindigkeit auf 140 km/h heraufgesetzt.
Technischer Fortschritt und neue Erkenntnisse im Eisenbahnwesen führten zu zahlreichen Ausnahmezulassungen. Über einzelne unbedingt notwendige Änderungen hinaus wurde eine Gesamtüberarbeitung der BO unumgänglich.

#### EBO von 1967
Mit der grundlegenden Neufassung der nunmehr als EBO bezeichneten Verordnung zum 8. Mai 1967 auf dem Gebiet der damaligen Bundesrepublik Deutschland (in der DDR galt die Fassung von 1943 unverändert bis 1990 weiter fort) wurde insbesondere der technischen Entwicklung Rechnung getragen. Sie trat am 28. Mai 1967 in Kraft. Die Abkürzung EBO wurde in Anlehnung an die Eisenbahn-Signalordnung (ESO) gewählt.
Mit der Neufassung hielten unter anderem die Anerkannten Regeln der Technik Einzug in die EBO. Mit dieser Generalklausel wurde dem Umstand Rechnung getragen, dass in der bis dahin mehr als hundertjährigen Geschichte der deutschen Eisenbahnen staatliche Vorschriften der rasch voranschreitenden technischen Entwicklung im Eisenbahnwesen nicht mehr gerecht wurden. 16 Paragraphen der bisherigen BO fielen ersatzlos weg. Überholt und daher entfernt waren unter anderem Regelungen zu Wasserversorgungsanlagen, Drehscheiben und Schiebebühnen. Andere Regelungen, beispielsweise über die Breite des Bahnkörpers und der Ausbildung des Unterbaus, wurden nicht übernommen, da sie ohnehin den Regeln der Technik entsprechen mussten und keiner speziellen Regelung durch die EBO bedurften. In Folge des zunehmenden Straßenverkehrs wurden darüber hinaus die Regelungen zu Bahnübergängen verschärft.
Die Neufassung berücksichtigte ferner die neuen verfassungsrechtlichen Verhältnisse. Sie wurde nach § 3 AEG durch den Bundesminister für Verkehr erlassen und war das Ergebnis mehrjähriger Besprechungen zwischen Vertretern der Länder, der DB und des Bundesverbandes Deutscher Eisenbahnen.
Mit der Einführung der EBO sollte auch eine unübersichtlich gewordene Zahl von Ausnahmegenehmigungen aufgehoben werden können. Nach vorherigem Recht erteilte Ausnahmegenehmigungen verloren spätestens Ende 1969 ihre Gültigkeit.
Auch das noch aus dem Jahr 1928 stammende Bahnpolizeirecht der EBO wurde im Zuge der Novelle überarbeitet und an die neuen Rechtsverhältnisse der Bundesrepublik Deutschland angepasst.

#### Weitere Änderungen
Die Erste Verordnung zur Änderung der EBO vom 10. Juni 1969 trat am 1. Juli 1969 in Kraft (BGBl. II S. 1141). Ihr Hauptzweck war, den § 64a „Ordnungswidrigkeiten“ zu ergänzen. Daneben wurde der Anlass genutzt, einige Änderungen und Berichtigungen (Klarstellungen) aufgrund zwischenzeitlich geänderter Voraussetzungen in die EBO einzuarbeiten. Durch den damit ermöglichten Wegfall sonst notwendiger Ausnahmegenehmigungen konnte die Verwaltungsarbeit vereinfacht werden.
Die Zweite Verordnung zur Änderung der EBO wurde am 18. Dezember 1981 erlassen und trat am 1. Januar 1982 in Kraft (BGBl. 1981 I S. 1490). Mit ihr wurde einmal mehr der technischen Weiterentwicklung im Eisenbahnwesen Rechnung getragen. Eine große Zahl von seit 1969 erteilten Ausnahmegenehmigungen wurde damit gegenstandslos. Die zwischenzeitlich rechtsverbindlich eingeführten SI-Einheiten fanden ebenfalls Einzug in die EBO.
Am 17. Mai 1991 trat die Dritte Verordnung zur Änderung der Eisenbahn-Bau- und Betriebsordnung vom 8. Mai 1991 in Kraft (BGBl. I S. 1098). Mit ihr sollte wiederum der technischen Weiterentwicklung und Möglichkeiten der Rationalisierung und Verwaltungsvereinfachung Rechnung getragen werden, aber auch gestiegenen Sicherheitsanforderungen. Darüber hinaus sollte der Handlungsspielraum der Eisenbahn-Verkehrsunternehmen erweitert werden.
Die dritte EBO-Änderungsverordnung sollte vor der für den 2. Juni 1991 vorgesehenen Inbetriebnahme des ICE-Systems in Kraft treten. Die Änderungen wurden unter Federführung des Bundesverkehrsministeriums in einer Bund-Länder-Arbeitsgruppe zusammengetragen. Ihr gehörten Vertreter des Bundes- und der Landesverkehrsministerien, der Deutschen Bundesbahn und der Nichtbundeseigenen Eisenbahnen an. Anfangs wurde eine gänzlich neue EBO erwogen, diese Überlegungen zu Gunsten einer (weniger aufwendigen) Novellierung der EBO verworfen.
Mit der dritten EBO-Änderungsverordnung wurde unter anderem die zulässige Geschwindigkeit für Reisezüge von 160 auf 250 km/h und für Güterzüge von 100 auf 120 km/h angehoben und die statische Betrachtungsweise bei der Berechnung von Gleisabstand und Lichtraum durch einen neuen, bewegungsbezogenen Regellichtraum ersetzt. Abweichungen von den Anerkannten Regeln der Technik wurden unter der Bedingung ermöglicht, eine mindestens gleich große Sicherheit nachzuweisen. Neu aufgenommen wurden unter anderem Vorschriften über den Regellichtraum und die Fahrzeugbegrenzung, die Notbremsüberbrückung und ein Verbot von höhengleichen Bahnübergängen bei mehr als 160 km/h. Auf Vor- und Hauptsignale durfte verzichtet werden, soweit technische Einrichtungen, wie beispielsweise die Linienzugbeeinflussung, vorhanden sind. Auch durften Ausnahmen von der EBO nicht nur im Einzelfall, sondern allgemein zugelassen werden. Daneben wurde der Text der EBO redaktionell gestrafft.

### Deutsche Demokratische Republik und West-Berlin nach 1949
In der Deutschen Demokratischen Republik galt die BO vom 17. Juni 1928, zuletzt geändert 1943, weiter. Die ohnehin allgemein gehaltenen Regelungen der BO wurden allerdings durch das weitere Regelwerk der DR präzisiert, zudem gab es seit 1948 im Gebiet der späteren DDR kaum mehr Privatbahnen. Der Bedarf für eine Neufassung der BO war dadurch deutlich weniger dringlich. Zur Zeit der Deutschen Teilung galt die EBO ebenfalls nicht in West-Berlin, wo ihre Rechtsgrundlage – das Allgemeine Eisenbahngesetz – nicht eingeführt worden war. Auch dort galt die BO von 1928 in der Fassung von 1943 weiter. Mit dem Einigungsvertrag wurde zwar die Gültigkeit der EBO zur Deutschen Wiedervereinigung am 3. Oktober 1990 auch auf das Gebiet der Deutschen Reichsbahn ausgedehnt, wobei jedoch der Einigungsvertrag im  Kapitel XI (Geschäftsbereich des Bundesministers für Verkehr), Sachgebiet A: Eisenbahnverkehr, Abschnitt III, Nr. 6 im Buchstaben a bestimmte: „Für bestehende Anlagen können die in § 3 genannten Stellen die Fortgeltung von Vorschriften der Eisenbahn-Bau- und Betriebsordnung vom 17. Juli 1928 (RGBl. II S. 541), zuletzt geändert durch Verordnung vom 23. Juli 1943 (RGBl. II S. 361), bis zum 31. Dezember 1993 zulassen.“

### Gesamtdeutsche EBO
Erst mit der Gründung der Deutschen Bahn AG wurden die Sonderregelungen auf dem Gebiet der ehemaligen DDR (endgültig) außer Kraft gesetzt.
Bis 2005 folgten fünf weitere, untergeordnete Änderungen.
Am 17. Mai 2000 beauftragte der Verkehrsausschuss des Deutschen Bundestages die Bundesregierung, eine Expertenkommission zur Prüfung der Freiräume für innovative Ansätze in der EBO einzusetzen. Damit sollte insbesondere im regionalen Verkehr Raum gegeben werden, um Verkehrsanteile für die Schiene zurückzugewinnen. 51 Unternehmen, Verbände und Organisation wurden eingeladen, sich an dieser Kommission zu beteiligen, die nach drei Sitzungen ihren Abschlussbericht vorlegte. Der Untersuchung zufolge bietet die EBO genügend Freiräume für innovative Techniken. Einschränkungen sind in der Sicherheit, der Interoperabilität, der Einheitlichkeit des Eisenbahnwesens oder der Wirtschaftlichkeit begründet.

## Entsprechende Verordnungen anderer Länder
In Österreich gibt es analog zur EBO die Verordnung über den Bau und Betrieb von Eisenbahnen (Eisenbahnbau- und -betriebsverordnung – EisbBBV).